# Глер (Ардени)
Глер (фр. Glaire) је насељено место у Француској у региону Шампањ-Арден, у департману Ардени.
По подацима из 2011. године у општини је живело 927 становника, а густина насељености је износила 143,5 становника/km².

## Демографија
| 1962. | 1968. | 1975. | 1982. | 1990. | 2011. |
| ----- | ----- | ----- | ----- | ----- | ----- |
| 669   | 688   | 656   | 943   | 993   | 927   |